# Cmentarz żydowski w Zakroczymiu
Cmentarz żydowski w Zakroczymiu – został założony pod koniec XVIII wieku (według innych źródeł w latach 20. XIX wieku). Do naszych czasów nie zachowały się żadne nagrobki. Cmentarz ma powierzchnię 3 ha i zlokalizowany jest przy ul. Parowa Okólna w zachodniej części miejscowości.